# Macandreviidae
Macandreviidae är en familj av armfotingar som beskrevs av Cooper 1973. Macandreviidae ingår i ordningen Terebratulida, klassen Articulata, fylumet armfotingar och riket djur.